# Раи (музыкальный жанр)
Раи (raï) — музыкальный стиль, появившийся впервые в алжирском городе Оран в начале 1930-х годов, представляющий собой соединение традиций арабской народной музыки, песен бедуинов-пастухов (берберов) и некоторых французских, испанских и африканских традиций.
Певцов, исполняющих песни в стиле раи, называют шебами (shabab, рус. «молодой»). Возникнув в Оране, направление распространилось по многим другим алжирским городам, в первую очередь среди бедного населения. Традиционно исполнителями раи были мужчины, однако к концу XX века среди них были и женщины. Тексты песен раи нередко касались различных социальных вопросов, нося в том числе антиколониальный характер и нередко содержа в себе критику правивших режимов и поднимая острые общественные проблемы.
С момента своего возникновения музыка находилась под жёстким давлением цензуры сначала французского колониального, а затем алжирского правительства. Изменение негативного отношения к раи и выход музыкального стиля за пределы Алжира произошли лишь в 1990-е годы. Наиболее известные исполнители музыки в стиле раи — Халед, Фаудель, Рашид Таха, Шеб Мами.